# Ait Youl
Ait Youl (àrab آيت يول) és una comuna rural de la província de Tinghir de la regió de Drâa-Tafilalet. Segons el cens de 2014 tenia una població total de 4.870 persones.